# Giovanni Giorgio di Brandeburgo
Giovanni Giorgio di Brandeburgo (Cölln, 11 settembre 1525 – Cölln, 8 gennaio 1598) fu principe elettore di Brandeburgo.

## Biografia
Era figlio dell'elettore di Brandeburgo Gioacchino II di Brandeburgo e della sua prima moglie, Maddalena di Sassonia.
Appena salito al trono, dovette subito confrontarsi con i debiti lasciati dal governo del padre: istituì una tassa sul grano allo scopo di rimpinguare le casse dello stato, dalla quale però furono esentati i nobili. Aveva una fervente fede luterana e si oppose allo sviluppo del Calvinismo, anche se offrì asilo politico ai calvinisti provenienti dai Paesi Bassi e dalla Francia.
Dal 1568, alla morte del suo parente Alberto I di Prussia, il ducato di Prussia venne ereditato dal suo giovane figlio, Alberto Federico, tra i cui tutori era compreso anche Giovanni Giorgio.

## Matrimoni

### Primo matrimonio
Sposò, il 15 febbraio 1545, la principessa Sofia di Legnica (1525–6 febbraio 1546), figlia di Federico II di Legnica. Ebbero un figlio:
1. Gioacchino Federico (27 gennaio 1546–1608).

### Secondo Matrimonio
Sposò, nel 1548, la margravia Sabina di Brandeburgo-Ansbach (12 maggio 1529–2 novembre 1575), figlia di Giorgio di Brandeburgo-Ansbach. Ebbero dieci figli ma solo quattro sopravvissero:
1. Giorgio Alberto (1555–1557);
2. Erdmuthe (1561–1623), sposò il duca Giovanni Federico di Pomerania, non ebbero figli;
3. Anna Maria (1567–1618), sposò il duca Barnim X di Pomerania, non ebbero figli;
4. Sofia (6 giugno 1568–1622), sposò l'elettore Cristiano I di Sassonia, ebbero sette figli.

### Terzo Matrimonio
Sposò, l'8 ottobre 1577, la principessa Elisabetta di Anhalt-Zerbst (5 settembre 1563–5 ottobre 1607), figlia di Gioacchino Ernesto di Anhalt e di Agnese di Barby. Ebbero undici figli:
1. Cristiano (1581–1655);
2. Maddalena (7 gennaio 1582–4 maggio 1616), sposò il langravio Luigi V d'Assia-Darmstadt, ebbero dodici figli;
3. Gioacchino Ernesto (1583–1625);
4. Agnese (1584–1629), sposò in prime nozze il duca Filippo Giulio di Pomerania, non ebbero figli, e in seconde nozze il duca Francesco Carlo di Sassonia-Lauenburg, non ebbero figli;
5. Federico (1588–1611);
6. Elisabetta Sofia (4 luglio 1589–24 dicembre 1629), sposò in prime nozze il principe Janusz Radziwiłł, ebbero quattro figli, e in seconde nozze il duca Giulio Enrico di Sassonia-Lauenburg, ebbero un figlio;
7. Dorotea Sibilla (19 ottobre 1590–9 marzo 1625), sposò il duca Giovanni Cristiano di Brieg, ebbero tredici figli;
8. Giorgio Alberto (1591–1615);
9. Sigismondo (20 novembre 1592–30 aprile 1640);
10. Giovanni (1597–1627);
11. Giovanni Giorgio (1598–1637).

## Ascendenza
|                                 |                         |                         | Genitori                  |  |  | Nonni |  |  | Bisnonni                  |  |  | Trisnonni                  |  |
|                                 |                         |                         |                           |  |  |       |  |  | Giovanni I di Brandeburgo |  |  | Alberto III di Brandeburgo |  |
|                                 |                         |                         |                           |  |  |       |  |  | Giovanni I di Brandeburgo |  |  | Alberto III di Brandeburgo |  |
|                                 |                         | Margherita di Baden     |                           |  |  |       |  |  | Giovanni I di Brandeburgo |  |  |                            |  |
| Gioacchino I di Brandeburgo     |                         |                         |                           |  |  |       |  |  | Giovanni I di Brandeburgo |  |  |                            |  |
|                                 |                         | Margherita di Sassonia  | Guglielmo III di Sassonia |  |  |       |  |  |                           |  |  |                            |  |
|                                 |                         | Margherita di Sassonia  | Guglielmo III di Sassonia |  |  |       |  |  |                           |  |  |                            |  |
|                                 |                         | Margherita di Sassonia  | Anna d'Asburgo            |  |  |       |  |  |                           |  |  |                            |  |
| Gioacchino II di Brandeburgo    |                         | Margherita di Sassonia  |                           |  |  |       |  |  |                           |  |  |                            |  |
|                                 |                         | Giovanni di Danimarca   | Cristiano I di Danimarca  |  |  |       |  |  |                           |  |  |                            |  |
|                                 |                         | Giovanni di Danimarca   | Cristiano I di Danimarca  |  |  |       |  |  |                           |  |  |                            |  |
|                                 |                         | Giovanni di Danimarca   | Dorotea di Brandeburgo    |  |  |       |  |  |                           |  |  |                            |  |
| Elisabetta di Danimarca         |                         | Giovanni di Danimarca   |                           |  |  |       |  |  |                           |  |  |                            |  |
|                                 |                         | Cristina di Sassonia    | Ernesto di Sassonia       |  |  |       |  |  |                           |  |  |                            |  |
|                                 |                         | Cristina di Sassonia    | Ernesto di Sassonia       |  |  |       |  |  |                           |  |  |                            |  |
|                                 |                         | Cristina di Sassonia    | Elisabetta di Baviera     |  |  |       |  |  |                           |  |  |                            |  |
| Giovanni Giorgio di Brandeburgo |                         | Cristina di Sassonia    |                           |  |  |       |  |  |                           |  |  |                            |  |
|                                 | Alberto III di Sassonia | Federico II di Sassonia |                           |  |  |       |  |  |                           |  |  |                            |  |
|                                 | Alberto III di Sassonia | Federico II di Sassonia |                           |  |  |       |  |  |                           |  |  |                            |  |
|                                 | Alberto III di Sassonia | Margherita d'Austria    |                           |  |  |       |  |  |                           |  |  |                            |  |
| Giorgio di Sassonia             | Alberto III di Sassonia |                         |                           |  |  |       |  |  |                           |  |  |                            |  |
|                                 |                         | Sidonia di Boemia       | Giorgio di Boemia         |  |  |       |  |  |                           |  |  |                            |  |
|                                 |                         | Sidonia di Boemia       | Giorgio di Boemia         |  |  |       |  |  |                           |  |  |                            |  |
|                                 |                         | Sidonia di Boemia       | Cunegonda di Sternberg    |  |  |       |  |  |                           |  |  |                            |  |
| Maddalena di Sassonia           |                         | Sidonia di Boemia       |                           |  |  |       |  |  |                           |  |  |                            |  |
|                                 |                         | Casimiro IV di Polonia  | Ladislao II Jagellone     |  |  |       |  |  |                           |  |  |                            |  |
|                                 |                         | Casimiro IV di Polonia  | Ladislao II Jagellone     |  |  |       |  |  |                           |  |  |                            |  |
|                                 |                         | Casimiro IV di Polonia  | Sofia Alšėniškė           |  |  |       |  |  |                           |  |  |                            |  |
| Barbara Jagellona               |                         | Casimiro IV di Polonia  |                           |  |  |       |  |  |                           |  |  |                            |  |
|                                 |                         | Elisabetta d'Asburgo    | Alberto II d'Asburgo      |  |  |       |  |  |                           |  |  |                            |  |
|                                 |                         | Elisabetta d'Asburgo    | Alberto II d'Asburgo      |  |  |       |  |  |                           |  |  |                            |  |
|                                 |                         | Elisabetta d'Asburgo    | Elisabetta di Lussemburgo |  |  |       |  |  |                           |  |  |                            |  |
|                                 |                         | Elisabetta d'Asburgo    |                           |  |  |       |  |  |                           |  |  |                            |  |